# Desmundo (romance)
Desmundo é o quinto romance de Ana Miranda, publicado em 1996 pela Companhia das Letras.
Ambientado no Brasil do século XVI, conta a história de Oribela, uma das órfãs enviadas de Portugal para se casarem com os colonos portugueses a pedido dos representantes da Igreja Católica, que via com maus olhos os relacionamentos entre os europeus e as mulheres dos povos orginários.
O romance foi adaptado para o cinema em 2002 pelo diretor Alain Fresnot, em filme homônimo.